# Arroyo India Muerta
Arroyo India Muerta je rijeka u Urugvaju. Protječe departmanom Rocha. Jedna je od glavnih pritoka rijeke San Luis, u koju se ulijeva na kraju svoga toka.
Rijeka pripada slijevu Atlantskog oceana. Zbog visokog vodostaja na rijeci je 1983. godine izgrađena brana, 5 kilometara od Državne ceste 13 (na 99. kilometru).
Tijekom portugalske invazije na Urugvaj 1816. kod rijeke se odigrala bitka između snaga Portugalskog kolonijalnog carstva i urugvajskih gerilaca i paravojnih jedinica. 27. ožujka 1845. kod rijeke je održana druga bitka Urugvajskog građanskog rata između pripadnika Bijele i Crvene stranke.